# Asclepias xysmalobioides
Asclepias xysmalobioides är en oleanderväxtart som beskrevs av O.M. Hilliard och B.L. Burtt. Asclepias xysmalobioides ingår i släktet sidenörter, och familjen oleanderväxter. Inga underarter finns listade i Catalogue of Life.